# 44 pr. n. št.
44 pr. n. št. je bilo po julijanskem koledarju navadno leto, ki se je začelo na nedeljo ali ponedeljek, ali pa prestopno leto, ki se je začelo na petek ali soboto (različni viri navajajo različne podatke). Po proleptičnem julijanskem koledarju je bilo navadno leto, ki se je začelo na nedeljo.
V rimskem svetu je bilo znano kot leto sokonzulstva Julija Cezarja in Marka Antonija, pa tudi kot leto 710 ab urbe condita.
Oznaka 44 pr. Kr. oz. 44 AC (Ante Christum, »pred Kristusom«), zdaj posodobljeno v 44 pr. n. št., se uporablja od srednjega veka, ko se je uveljavilo številčenje po sistemu Anno Domini.

## Dogodki
- 15. marec (marčne ide) - skupina zarotnikov pod vodstvom senatorjev Gaja Kasija Longina in Marka Junija Bruta ter poveljnika Decima Bruta umori rimskega vladarja Julija Cezarja.
- 20. marec - Mark Antonij na pogrebu Julija Cezarja prekrši dogovor z zarotniki in jih javno obtoži umora.

## Smrti
- 15. marec - Julij Cezar, rimski vladar in vojskovodja (* 100 pr. n. št.)
- Burebista, kralj Dačanov in Getov